# فرودگاه ایغدیر
فرودگاه ایغدیر (به ترکی استانبولی: Iğdır Airport) یک فرودگاه در ترکیه است که در ایغدیر واقع شده‌است. این فرودگاه پروازهایی به مقصد استانبول و آنکارا دارد.

## شرکت‌های هواپیمایی و مقصدهای پروازی
| شرکت‌های هواپیمایی | مقصدهای پروازی                                           |
| ----------------- | -------------------------------------------------------- |
| آنادولوجت         | فرودگاه بین‌المللی اسن‌بوغا، فرودگاه بین‌المللی صبیحه گوکچن |
| پگاسوس ایرلاینز   | فرودگاه بین‌المللی صبیحه گوکچن                            |
| ترکیش ایرلاینز    | فرودگاه جدید استانبول                                    |